# Baseball

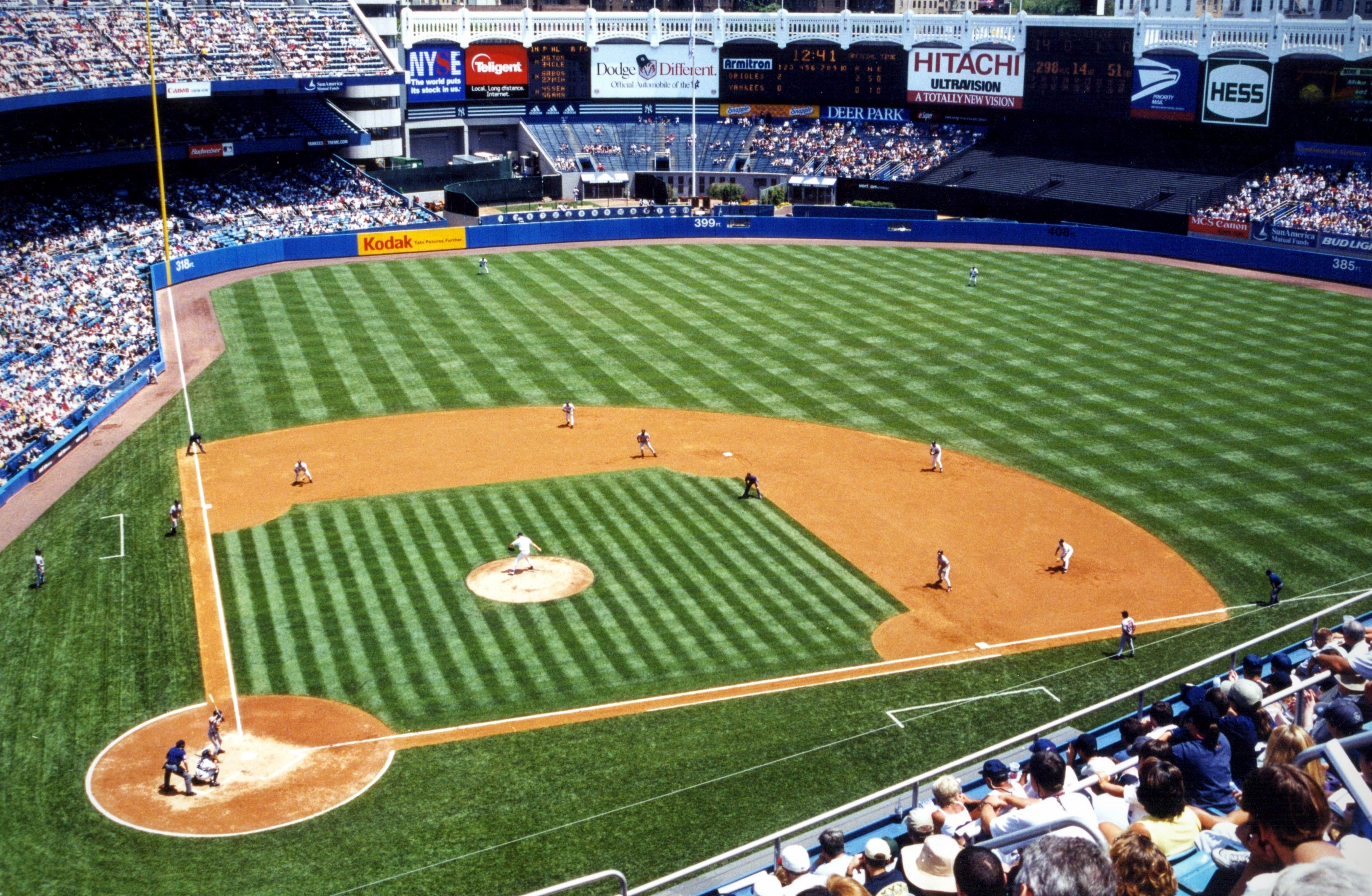
Baseballové utkání na původním hřišti New York Yankees v New Yorku

Baseball (z anglického base = meta, ball = míč) je kolektivní pálkovací míčová hra, při níž se útočící hráč (pálkař) snaží pálkou zasáhnout míč nadhozený bránícím nadhazovačem. Ve hře proti sobě stojí 2 družstva, která mají po 9 hráčích. Cílem hry je získat více bodů, než má soupeřící tým. Pokud pálkař oběhne všechny čtyři mety, aniž by byl vyautován, jeho družstvo získává bod.
Baseball je populární hlavně v Jižní Americe a Severní Americe, především v karibské oblasti (Kuba, Dominikánská republika, Portoriko, Venezuela, Panama, Kolumbie, Nikaragua a Mexiko). Národním sportem je v USA, populární je ale i v Kanadě. Obrovskou popularitu má baseball ve východní Asii, hlavně v Japonsku, Korejské republice a Tchaj-wanu. Populární je dále v Austrálii nebo v Jihoafrické republice. V červnu roku 2007 vznikla liga i v Izraeli.
Nejslavnější ligovou soutěží na světě je severoamerická Major League Baseball, která každoročně vrcholí Světovou sérií.

## Pravidla
Baseball hraje družstvo o devíti hráčích na hřišti sestávajícím z čtvercového vnitřního pole, za kterým pokračuje velké vnější pole, ukončené plotem. V rohu hřiště se nachází domácí meta, kde stojí pálkař, v dalších rozích vnitřního pole se nachází první, druhá a třetí meta (číslováno proti směru hodinových ručiček). Nadhazovač hodí míč z nadhazovací mety, která se nachází uprostřed vnitřního pole, směrem na domácí metu, u které stojí pálkař ze soupeřova družstva. Ten se snaží míč trefit pálkou a odpálit do pole. Pokud se mu to podaří, vyběhne na první metu. Cílem pálkaře je oběhnout všechny mety až na domácí metu, za což obvykle získá bod. Běžně se ovšem hráčům nepodaří oběhnout všechny mety najednou (pokud ano, jedná se o tzv. „homerun“), proto zůstane na některé z met (stane se „běžcem“) a pokouší se postoupit dál až po odpalu svého spoluhráče, který je dalším pálkařem. I pak platí, že pokud dosáhne domácí mety, získává pro své družstvo na pálce bod.
Bránící družstvo může běžce vyřadit (vyautovat) několika způsoby. Běžec je aut, pokud se nedotýká mety a obránce se jej dotkne míčem, případně rukavicí s míčem. Dále je běžec aut, pokud se obránce s míčem dotkne mety, na kterou je běžec nucen postoupit, dříve než běžec. Nucen postupovat je vždy běžící pálkař, a všichni bežci na dalších souvisle obsazených metách. Pálkař je aut, pokud obránce chytne odpálený míč přímo ze vzduchu, nebo pokud neodpálí ani třetí správně nadhozený míč.
Jakmile družstvo v poli takto vyřadí tři soupeřovy hráče, samo nastupuje na pálku a dříve útočící družstvo jde do pole. Jedno vystřídání obou družstev v poli i na pálce se nazývá „směna“, hra se skládá z devíti směn, po kterých je vítězem to družstvo, které v zápase získalo vyšší počet bodů.
Oproti jiným sportům konec směny resp. celého zápasu neurčuje skóre (počet bodů) ani čas, ale pouze dosažení potřebného počtu autů. V jedné směně tak může družstvo získat libovolný počet bodů, pokud se obraně nedaří dosáhnout tří autů. V žákovských  kategoriích ČBA platí pravidlo, že družstva se střídají i po dosažení pěti bodů ve směně. V zápasech starších kategorií může být zavedeno tzv. mercy rule, kdy utkání předčasně končí při dosažení daného bodového rozdílu (např. o 15 bodů po 5. směně). 

### Hřiště

Schéma hrací plochy (hnědé je vnitřní pole, zelené je vnější pole, modré je zámezí)

Schéma domácí mety, rozměry uvedeny v palcích.

Základ hřiště tvoří čtyři mety uspořádané do čtverce. Domácí meta má tvar pětiúhelníku a její špička určuje roh hřiště. Od špičky domácí mety vybíhají pomezní čáry, které oddělují pole a zámezí. Pomezní čára prochází první resp. třetí metou a pokračuje až k zadní hranici hřiště, tvořené plotem.
Ostatní tři mety jsou čtvercové. Prostor ohraničený metami se označuje jako vnitřní pole, zbytek hrací plochy jako vnější pole. Prostor vně autových čar je zámezí. Pravidla dále popisují přesné umístění prvků kolem domácí mety (území zadáka, území pálkaře).
Zatímco vnitřní pole a okolí domácí mety jsou pravidly popsány přesně, celkový tvar a rozměr hřišť se liší. Nejbližší část zadního plotu pro zápasy ČBA musí být alespoň 250 stop (76,20 m) od domácí mety, jinak ale na jeho tvar a průběh nejsou kladeny žádné požadavky. Na různých hřištích (a na jednom hřišti v různých směrech) se tak může vzdálenost potřebná k dosažení homerunu výrazně lišit. Horní hrana zadního plotu bývá označena žlutou barvou. V rozích zadního pole bývají umístěny žluté stožáry nebo obdobné svislé rozlišení zámezí a homerunu.  

### Hráči a další členové družstva
Hráči baseballu se označují takto:
tým v útoku (na pálce)
- pálkař (batter) – hráč v útoku zaujímající místo v území pálkaře, odpalující míč
- běžící pálkař (batter-runner) – útočící hráč, který odpálil a stal se běžcem, v dosud neukončené vlastní rozehře
- běžec (runner) – útočící hráč postupující k metě, dotýkající se mety nebo se vracející k metě

tým v obraně
- polař (fielder) – každý hráč v obraně
  - vnější polař (outfielder) – polař ve vnějším poli
  - vnitřní polař (infielder) – polař ve vnitřním poli
- nadhazovač (pitcher) – polař určený k nadhazování míče pálkaři
- chytač (catcher) – polař zaujímající místo za domácí metou a chytající nadhozené míče

Součástí baseballového družstva je dále dle pravidel vždy manažer, který družstvo zastupuje při komunikaci s rozhodčím nebo soupeřem. Manažerem může být jeden z hráčů, případně může manažer předat některé své povinnosti hráči nebo kouči. Koučové jsou dalšími členy družstva, kteří nastupují v dresu. Obvyklou činností kouče při zápasu je řízení hry pálkaře a běžců – u první a u třetí mety jsou k tomu vyznačena dvě území pro kouče útočícího mužstva.

### Hra v útoku
Hráči útočícího družstva nastupují na pálku v pořadí, které před zápasem manažer družstva oznámí soupeři a rozhodčím. Pořadí na pálce není závislé na tom, jaký post hraje který hráč v obraně. S výjimkou pravidly definovaných situací (např. střídání) je pálkařské pořadí neměnné po dobu trvání zápasu. V pálkařském pořadí musí figurovat všech devět hráčů z pole, s případnou výjimkou v podobě suplujícího pálkaře, který pálí místo nadhazovače.

#### Pálkař
Pálkař zaujme místo v území pálkaře vedle domácí mety. Jeho cílem je postoupit na první či další metu, a/nebo umožnit postup dalších bežců na metách. Pálkař se stává pálkařem-běžcem a postupuje po metách, pokud odpálí nadhozený míč správným způsobem do pole (fair ball). Pokud pálkař odpálí míč tak, že obrana na něj snadno zahraje aut, ale umožní tak postup jiného běžce, jde o sebeobětování (sacrifice hit). Míč odpálený přes plot nebo na tribunu je tzv. homerun, a opravňuje pálkaře k postupu přes všechny čtyři mety. Pokud míč překoná plot až po odrazu od země, postupuje pálkař a případní běžci před ním o dvě mety.
Pálkař může dosáhnout první mety i pokud míč neodpálí. K postupu na první metu bez možnosti být vyautován je oprávněn v těchto případech:
- nadhazovač hodí čtvrtý špatný nadhoz (base on balls)[5]
- je zasažen nadhozeným míčem a pokusil se zásahu vyhnout (hit by pitch)[5]
- chytač (či jiný polař) překáží pálkaři[5]
- dobrý odpal se dotkne rozhodčího či běžce v poli předtím, než se dotkne polaře[5]

Pokud je takto udělena pálkaři první meta, všichni běžci souvisle před ním také postupují o jednu metu. Pokud jsou obsazeny všechny mety, znamená to bod (běžec ze třetí mety postupuje až na domácí).
Pálkař smí za určitých podmínek usilovat o první metu také pokud jde o třetí strike a zadák míč nechytil. V tomto případě ale obrana pálkaře-běžce může autovat.

#### Běžec
Cílem běžce (útočníka, který odpálil dobrý odpal, nebo mu byla udělena meta zdarma) je postupovat po metách, tj. postupně se dotknout první, druhé, třetí a domácí mety, a tím získat bod. Běžec smí postupovat (s rizikem být autován) vždy, když je míč ve hře. Pokud běžec dosáhne další mety, aniž by mu to umožnil pálkař správným odpalem, jedná se o tzv. krádež mety. Příkladem situace vhodné pro krádež je prudký strike, který zadák nechytil a míč se odrazil z jeho dosahu. Běžec z první mety se může pokusit dosáhnout druhé předtím, než zadák míč zpracuje a přihraje obránci, který běžce mezi metami tečuje.
Běžec se při postupu na metu nesmí vyhýbat tečování změnou směru běhu. Pokud se obrana snaží o teč, musí běžec postupovat přímo k metě. Smí se ale pokusit vyhnout teči a dosáhnout mety skluzem (tzv. slajd), případně skokem po hlavě.
Pokud obrana zachytí míč přímo ze vzduchu, musí se poté běžci dotknout mety, na které stáli před odpalem, a až pak mohou případně postupovat na další metu. Pokud obrana stihne zahrát zachycený míč na metu předtím, než se na ni běžec vrátí, je běžec aut. Pravidlo zabraňuje tomu, aby běžci postupovali během vysokého odpalu, zatímco obrana čeká až míč spadne. 

### Hra v obraně

Rozestavení polařů v obraně

V obraně hraje devět hráčů. Každý z nich zastává určitý post (prostor na hřišti). S výjimkou zadáka a nadhazovače ale pravidla jejich postavení neomezují – obránci se mohou rozestavit v poli libovolně. Všichni hráči v obraně se souhrnně označují jako polaři. Jednotlivé pozice jsou značeny ustálenými zkratkami a čísly takto:

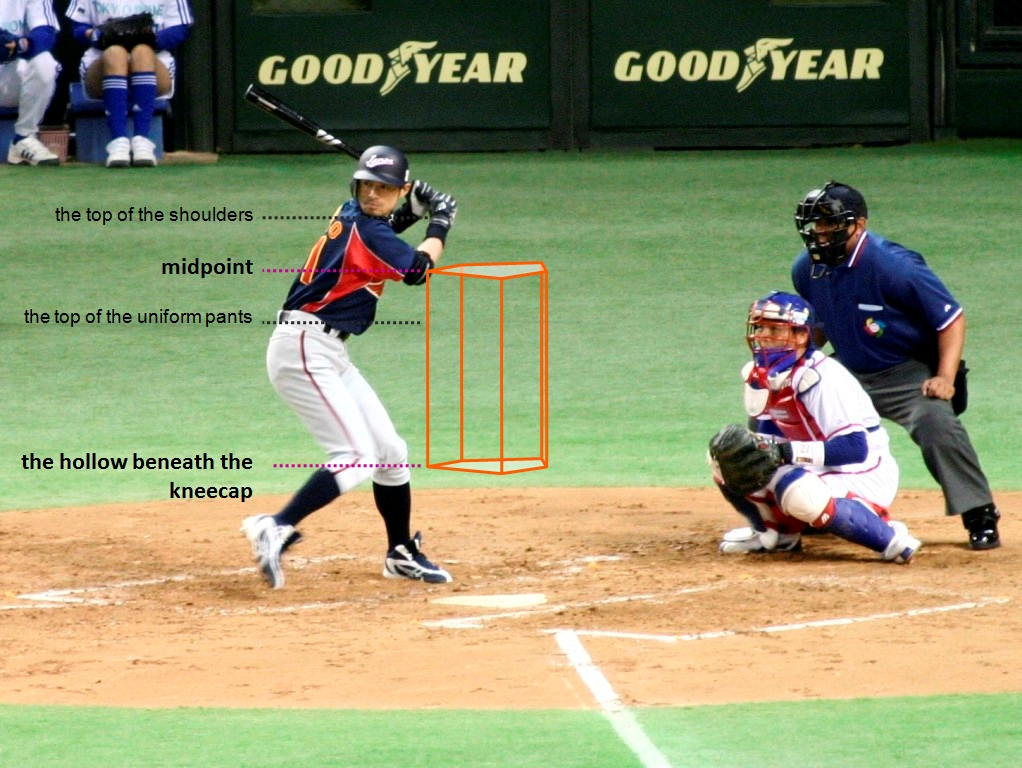
Strajkzóna. Podstavou je domácí meta, výšku určuje vzdálenost mezi koleny a středem těla pálkaře.

| Číslo | Pozice               | Anglicky          | Zkratka |
| ----- | -------------------- | ----------------- | ------- |
| 1     | Nadhazovač           | Pitcher           | P       |
| 2     | Chytač               | Catcher           | C       |
| 3     | První metař          | First baseman     | 1B      |
| 4     | Druhý metař          | Second baseman    | 2B      |
| 5     | Třetí metař          | Third baseman     | 3B      |
| 6     | Spojka               | Shortstop         | SS      |
| 7     | Levý vnější polař    | Left outfielder   | LF      |
| 8     | Střední vnější polař | Center outfielder | CF      |
| 9     | Pravý vnější polař   | Right outfielder  | RF      |

#### Nadhazovač
Nadhazovač začíná rozehru hozením míče k domácí metě. Nad domácí metou je určena tzv. strajkzóna, myšlený pětiboký hranol nad domácí metou, kterým musí míč proletět. Její výška je určena podkolenní jamkou a středem pomyslné spojnice mezi vrcholem ramen a opaskem pálkaře (tento střed se nachází zhruba v úrovni pálkařových loktů). Zda neodpálený míč prošel strajkzónou (strajk) nebo ne (ból) posuzuje rozhodčí, postavený za chytačem. Za strajk se považuje i každý nadhoz, při kterém pálkař dokončí švih a neodpálí míč, bez ohledu na to, zda míč prošel strajkzónou. Cílem nadhazovače je dosáhnout tří strajků – poté je pálkař aut (tzv. strike-out). Pokud nadhazovač před dosažením třetího strajku hodí čtyři špatné míče (bóly), při kterých pálkař nešvihne, získává pálkař zdarma první metu (base on balls).
Kromě správného odpalu, strajku nebo bólu může po nadhozu nastat tzv. chybný odpal (foul ball), kdy pálkař míč zasáhne, ale ten skončí v zámezí. Při chybném odpalu běžci nepostupují. Pokud má pálkař žádný nebo jeden strajk, počítá se chybný odpal jako strajk. Jakmile nadhazovač dosáhne dvou strajků, následující chybné odpaly se nepočítají jako strajk (ani ból) a pálkař zůstává ve hře. Počet nadhozů proti jednomu pálkaři tak je teoreticky neomezen. Rekord MLB k dubnu 2022 držel Brandon Belt, hráč San Francisco Giants, který 22. dubna 2018 v zápase proti Los Angeles Angels čelil při jednom startu na pálce 21 nadhozům a zaznamenal 16 chybných odpalů.
Odpal může být za chybný prohlášen až v okamžiku, kdy se míč něčeho dotkne. Do té doby je míč ve hře - pokud polař chytí letící zasažený míč, i když ten zjevně směřuje do zámezí, je pálkař aut.
Za chybný odpal je považován i míč, který je odpálen do pole, ale vykutálí se z vnitřního pole do zámezí (tj. přejde spojnici domácí a první, resp. domácí a třetí mety). Pokud se míč vykutálí nebo odrazí do zámezí až z vnějšího pole (přes spojnici první/třetí mety a plotu), jde o správný odpal a míč zůstává ve hře.

#### Chytač
Chytač zaujímá pozici za domácí metou, za pálkařem a před rozhodčím. Má tak jako jediný polař přehled o celém hřišti. Před nadhozem komunikuje s nadhazovačem, určuje druh nadhozu a chytá neodpálený míč (případně i míč tečovaný či odpálený do výšky). Po odpalu autuje u domácí mety.

#### Polaři
Ostatní polaři jsou libovolně rozmístěni v poli, a snaží se zahrát aut na běžce jedním z dalších možných způsobů (chycení míče ze vzduchu, zašlápnutí mety při nuceném postupu, tečování bežce mimo metu...). Cílem obrany je dosáhout co nejdříve tří autů, a povolit tak útočícím hráčům co nejméně bodů (doběhů).

### Míč ve hře a mrtvý míč
Baseballová pravidla rozeznávají dva základní stavy hry. Dobu, kdy je míč ve hře, a dobu, kdy je míč mrtvý. Míč je ve hře poté, co rozhodčí zahájí zápas zvoláním „Play“ a zůstává ve hře, dokud se nestane mrtvým. V době, kdy je míč mrtvý, nemůže být žádný hráč vyautován, bežci nesmí získat další metu a nemůže být dosaženo bodu. Výjimkou jsou případy, kdy pravidla výslovně určují že míč je mrtvý a běžci postupují o určitý počet met (např. homerun). Hra poté pokračuje (a míč je opět ve hře), jakmile nadhazovač s míčem zaujme své místo na nadhazovací metě a rozhodčí opět zvolá „Play“.
Míč se nestává automaticky mrtvým mezi rozehrami, ale pouze v situacích určených pravidly. Míč je mrtvý, pokud rozhodčí zvolá „Time“ (např. při zranění, střídání a v dalších vyjmenovaných situacích). Dále je míč mrtvý např. v případě, že je odpálen v rozporu s pravidly, správný odpal skončí v zámezí, nebo nadhoz vyletí mimo hřiště. Naopak míč není mrtvý v situaci, kdy je správně odpálen do pole, bežci dosáhnou met nebo obrana zahraje aut(y) a situace na hřišti se ustálí. Míč je stále ve hře, další nadhoz může být proveden i bez pokynu rozhodčího, a bežci na metách mohou být stále autování tečováním. Příkladem využití takové situace obranou je tzv. hidden ball trick. Jde o akci, kdy běžec dosáhl mety a míč je v držení polaře poblíž. Polař naznačí přihrávku nadhazovači, ale míč si skrytě ponechá. Pokud pak běžec, v domnění že míč je bezpečně daleko, opustí metu (např. jako přípravu na krádež), polař ho míčem tečuje a běžec je aut.

### Popis stavu zápasu

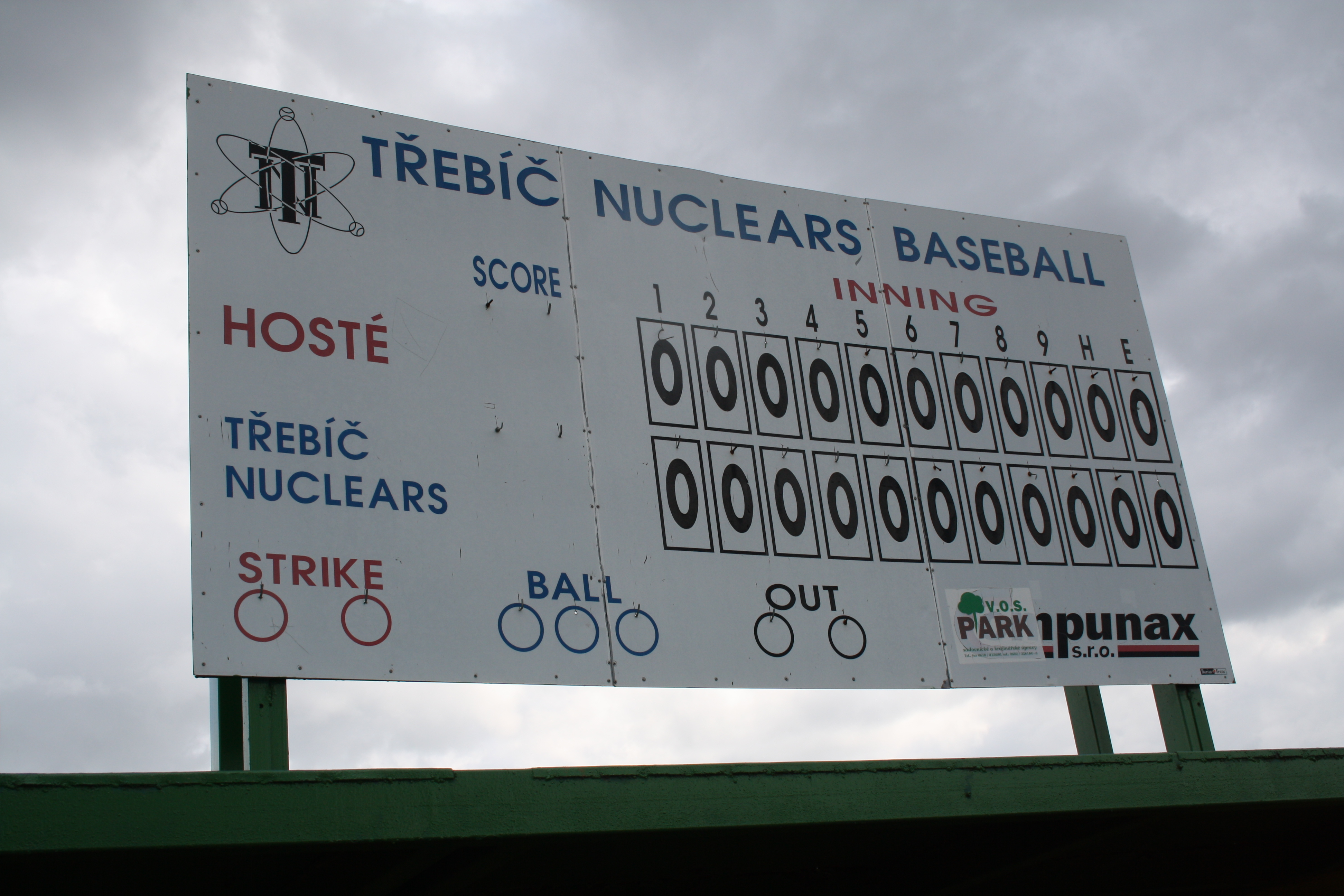
Baseballový ukazatel skóre, vynulovaný. Umožňuje zobrazit doběhy (runs) rozepsané po jednotlivých směnách.

O vítězi zápasu rozhoduje pouze počet doběhů (runs). Kromě něj se během zápasu se na ukazateli skóre zobrazují i další informace.
Inning – číslo aktuálně probíhající směny. Šipkou či jiným způsobem je označeno, zda jde o první (top) nebo druhou (bottom) polovinu směny.
R, H, E – runs, hits, errors. Počet doběhů, úspěšných odpalů (v útoku) a chyb obrany. Rozhodnutí, zda běžec dosáhl mety díky dobrému odpalu nebo chybě obrany je na zapisovateli.
Strike / ball – počet strajků a bólů aktuálního pálkaře. V televizní grafice pouze jako čísla oddělené pomlčkou, např. 3-1 (tři bóly, jeden strajk). Strajky jsou na ukazateli nejvýše dva – při třetím je pálkař aut a ukazatel se nuluje. Podobně při čtvrtém bólu získává pálkař první metu, není tedy nutné čtvrtý ból zobrazovat.
Out – počet autů, dosažených aktuálně bránícím družstvem. Podobně jako u strajků, nejvyšší hodnota je dva auty, při třetím se družstva střídají nebo končí směna.
Další zobrazovanou hodnotou může být počet nadhozů (pitches) aktuálního nadhazovače. Ten může být pravidly omezen (např. u mládeže).

## Historie baseballu
První zmínka o hře podobné baseballu pochází z 14. století, kdy angličtí venkovští mlékaři hráli hru Stool Ball, ve které běhali okolo čtyř stoliček, když se trefili holí do míčku. V 18. století vyměnili studenti stoličky za kolíky zapíchané do země a nazvali to Goal Ball. Ve stejné době se v Americe poprvé objevuje slovo Base-Ball. Roku 1845 sestavil Alexander Cartwright pravidla, z nichž se některá zachovala dodnes. První utkání podle nových pravidel proběhlo 19. 6. 1876. Ve stejném roce byla ustanovena Národní liga profesionálních baseballových klubů. Poté byla založena i Americká liga, ve které hrály hlavně venkovské týmy. Tyto dvě ligy se spojily a v současnosti tvoří Major League (Hlavní Ligu). Největšího rozvoje mimo Ameriku dosáhlo Japonsko, Korea a Tchaj-wan. V Evropě se mezi nejlepší týmy řadí hráči z Itálie, Nizozemska a Německa.

## Baseball v Česku
V Československu se pravidelná soutěž hrála od roku 1970. Česká baseballová extraliga se hraje od roku 1993. První dva ročníky vyhrála Technika Brno, od roku 1995 dominují české extralize Draci Brno; jejich nadvládu přerušila jen v roce 2011 Technika Brno, v roce 2015 Kotlářka Praha a v letech 2018 a 2019 Arrows Ostrava.
Druhou nejvyšší soutěží je 1. liga (do roku 2016 Českomoravská liga). V ČR se hraje i pohárová soutěž, Český baseballový pohár.
Poté, co Řecko a první náhradník Itálie odřekly účast na MS 2005, dostal český tým možnost účastnit se mistrovství. Se skóre 13:91 obsadil poslední místo.
V roce 2016 se ČR zúčastnila kvalifikace World Baseball Classic, ale na hlavní turnaj nepostoupila.
V roce 2019 skončila česká mužská reprezentace třetí v olympijské kvalifikaci, a na olympijské hry v Tokiu nepostoupila.
V březnu 2023 česká reprezentace na World Baseball Classic obsadilo čtvrté místo v základní skupině po vítězství nad Čínou a porážkách od Japonska, Koreje a Austrálie. Tímto umístěním se tým kvalifikoval na další WBC v roce 2026.

### Věkové kategorie dle soutěžního řádu ČBA 2020
| Kategorie | Věk od | Věk do | Nadhoz/odpal                               | Postup po metách           | Konec směny     | Vzdálenost met |
| --------- | ------ | ------ | ------------------------------------------ | -------------------------- | --------------- | -------------- |
| U7        | 5      | 7      | odpal ze stativu, bez omezení pokusů       | postup o 1 metu, po odpalu | 3. aut / 5. bod | 15,00 m        |
| U8        | 5      | 8      | odpal ze stativu, 3 pokusy                 | po odpalu                  | 3. aut / 5. bod | 18,29 m        |
| U9        | 6      | 9      | coach pitch (nadhoz od trenéra), 6 nadhozů | po odpalu                  | 3. aut / 5. bod | 18,29 m        |
| U10       | 7      | 10     | coach pitch, 5 nadhozů nebo 3 švihy        | po odpalu                  | 3. aut / 5. bod | 18,29 m        |
| U11       | 8      | 11     | nadhoz od soupeře, chyba nadhozu je ball   | po nadhozu                 | 3. aut          | 18,29 m        |
| U13       | 10     | 13     | jako muži                                  | jako muži                  | 3. aut          | 21,33 m        |
| U15       | 12     | 15     | jako muži                                  | jako muži                  | 3. aut          | 27,43 m        |
| U18       | 14     | 18     | jako muži                                  | jako muži                  | 3. aut          | 27,43 m        |
| U21       | 15     | 21     | jako muži                                  | jako muži                  | 3. aut          | 27,43 m        |
| muži      | 16     |        |                                            |                            | 3. aut          | 27,43 m        |
| V40       | 40     |        |                                            |                            | 3. aut          | 27,43 m        |

V kategorii U7 se kromě uvedených rozdílů neobsahuje pozice zadáka (catchera), hráči v poli nemají pevně dané posty a na první metě smí míč chytat trenér či jiná starší osoba. Smíšené týmy dívek a chlapců smí hrát soutěže nejvýše do kategorie U13 (na výjimku U15). Starší dívky musí přejít k softballu (ženské baseballové týmy v ČR neexistují).

### Mistři České republiky (Československa) v baseballu

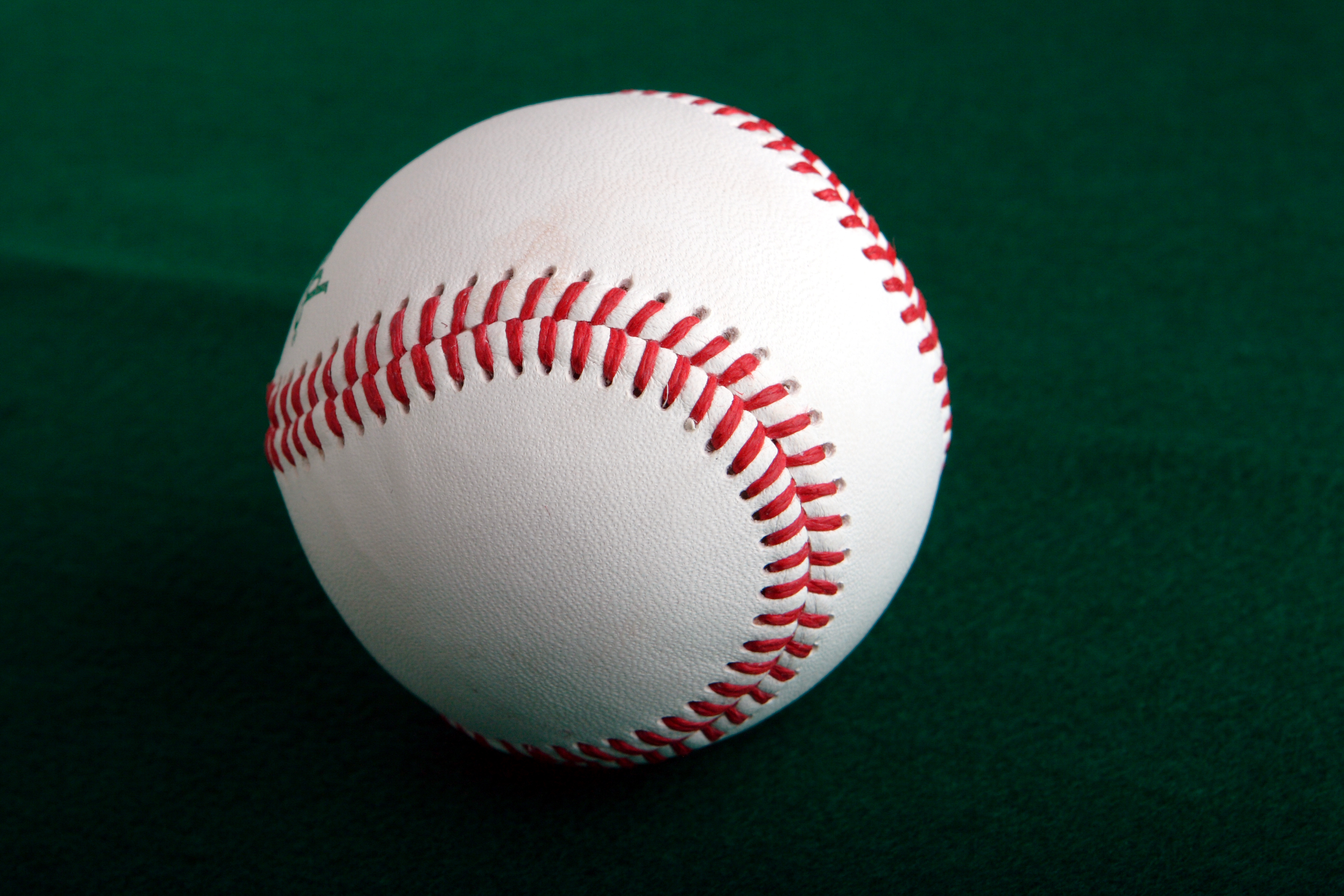
Baseballový míček

V československé nejvyšší soutěži získávaly mistrovské tituly především týmy z Prahy, nejúspěšnějším bylo Kovo Praha. V samostatné české soutěži dominují Draci Brno, kteří do roku 2023 zvítězili v 24 ze 31 ročníků a v letech 1995-2010 získali 16 titulů v řadě. Jediným klubem, který získal titul mistra Československa i Česka je Technika Brno. 
| Tým            | Počet titulů | Titul v letech |
| -------------- | ------------ | --- |
| Draci Brno     | 24           | 1995, 1996, 1997, 1998, 1999, 2000, 2001, 2002, 2003, 2004, 2005, 2006, 2007, 2008, 2009, 2010, 2012, 2013, 2014, 2016, 2017, 2020, 2022, 2023 |
| Kovo Praha     | 10           | 1974, 1975, 1977, 1983, 1984, 1985, 1986, 1987, 1989, 1992                                                                                     |
| Technika Brno  | 5            | 1990, 1991, 1993, 1994, 2011 |
| Tempo Praha    | 4            | 1976, 1978, 1979, 1980 |
| Arrows Ostrava | 3            | 2018, 2019, 2021 |
| Sokol Krč      | 3            | 1981, 1982, 1988 |
| Kotlářka Praha | 1            | 2015 |

### Sportovní kluby
V České republice se nachází velká řada sportovních klubů. Ty zastřešuje Česká baseballová asociace (ČBA), která sídlí v Praze a je členem Mezinárodní baseballové federace (IBAF).
| Region Severozápad        | Region Jihozápad              | Region Severovýchod           | Region Jih                 | Region Východ        |
| ------------------------- | ----------------------------- | ----------------------------- | -------------------------- | -------------------- |
| Baryba Velký Osek         | Angels České Budějovice       | Blesk Jablonec                | Aligátoři Znojmo           | Arrows Ostrava       |
| Black Hogs Ústí nad Labem | Baseball Plzeň                | Bongo Liberec                 | BK Ježci Jihlava           | BK Snails Orlová     |
| Bruins Beroun             | Brewers Klatovy               | Doggies Hradec Králové        | Black Owls Univerzita Brno | Camels Rožnov        |
| Eagles Praha              | Giants Borek                  | Drtiči Jabloňovka             | Cardion Hroši Brno         | Cannibals Šumperk    |
| Fulleros de la Habana     | Hawks Žinkovy                 | Meteors Baseball Team Žamberk | CLUBS Kyjov                | Cobblers Zlín        |
| Joudrs Praha              | Indians Dříteň                | Modré želvy Česká Lípa        | Draci Brno                 | HIT Opava            |
| Kotlářka Praha            | Májští sršni České Budějovice | Orlice Choceň                 | Malá Baseballová Liga Brno | Katalpa Ostrava      |
| Miners Kladno             | Pigs Trhové Sviny             | Patriots Liberec              | Nuclears Třebíč            | Klasik Frýdek-Místek |
| Old Boys Praha            | Rafani Týn nad Vltavou        | Rytíři Trutnov                | Oilers Hodonín             | Skokani Olomouc      |
| PBS Lions                 | SC Merklín                    | SB Svoboda nad Úpou           | Olympia Blansko            | SKSB Ostrava         |
| Piranhas Beroun, z.s.     | Sharks Spálené Poříčí         | SCP Český Dub Mariners        | Orli Velká Bíteš           |                      |
| Praotci Roudnice          | Slavia VŠ Plzeň               | SK Klackaři Kostelec n./O.    | Panteři Třebíč             |                      |
| Přírodní vědy Praha UK    | Sokol Hluboká nad Vltavou     | Sparks Mladé Buky             | Pelikans Bučovice          |                      |
| Radotínský SK             | Tygři Zliv                    | Spartak Trutnov               | Pipas Brno                 |                      |
| Rakovník Red Crayfish     | Wolfs Domažlice               | Waynes Pardubice              | Spiders Třebíč             |                      |
| SaBaT Praha               | Žraloci Ledenice              | ZŠ Piráti Žacléř              | Technika Brno              |                      |
| SK Kotlářka               |                               |                               | TJ Sokol Bedřichov         |                      |
| Spectrum Praha            |                               |                               | Vinaři Dolní Kounice       |                      |
| Tempo Titans Praha        |                               |                               | VSK Express Brno           |                      |
| TJ Lokomotiva Louny       |                               |                               | ZŠ Pastviny                |                      |